# New Small Family
New Small Family ist ein Projekt der Volkswagen AG, welches das Ziel verfolgt, Fahrzeuge für die Marken Škoda, Seat, Volkswagen und eventuell auch Audi zu entwickeln. Es handelt sich um Kleinstwagen, die mit verschiedenen Antriebsarten und Karosseriebauformen die Absatzziele stark ausweiten sollen, um so Toyota als größten Automobilhersteller der Welt vom ersten Platz abzusetzen. Das Projekt wurde 2007 auf der IAA und auf der Tokyo Motor Show vorgestellt. Durch den New-Small-Family-Baukasten sollen einheitliche Fahrzeugteile hergestellt werden, die in der Masse kostengünstiger sind. Die dreitürigen Modelle sind im Dezember 2011 in ihren jeweiligen Heimatländern erschienen: der VW up! in Deutschland, der Škoda Citigo in Tschechien und der Seat Mii in Spanien. Im restlichen Europa kamen die dreitürigen Modelle im April 2012 auf den Markt. Die fünftürigen Modelle kamen in allen Ländern Europas im Mai 2012 auf den Markt.

## Produktionsstandorte
Sämtliche Fahrzeuge wurden im Volkswagen-Werk Bratislava in der Slowakei (vormals Škoda-Werk BAZ) produziert. Um das Werk auf das Fahrzeugprojekt vorzubereiten, investierte die Volkswagen AG 308 Millionen Euro. Die Volkswagen AG plante im Mai 2009 die Erweiterung von bisherigen Werken in Kaluga (Russland) und Pune (Indien). Getriebe wurden 2009 im Škoda-Stammwerk Mladá Boleslav (Tschechien) hergestellt. Zur Erweiterung des Werks investierte Škoda Auto 1,5 Milliarden Tschechische Kronen (rund 60 Millionen Euro) und schuf dadurch 270 weitere Arbeitsplätze.

## Modelle
Die Fahrzeuge basieren auf derselben Bodengruppe und unterscheiden sich nur in Design-Details. Sie gelten als Badge-Engineering-Modelle. 
Wegen unterschiedlich dimensionierten Frontschürzen differieren die Längen der drei Modelle minimal.
2012 wurden folgende Modelle hergestellt:

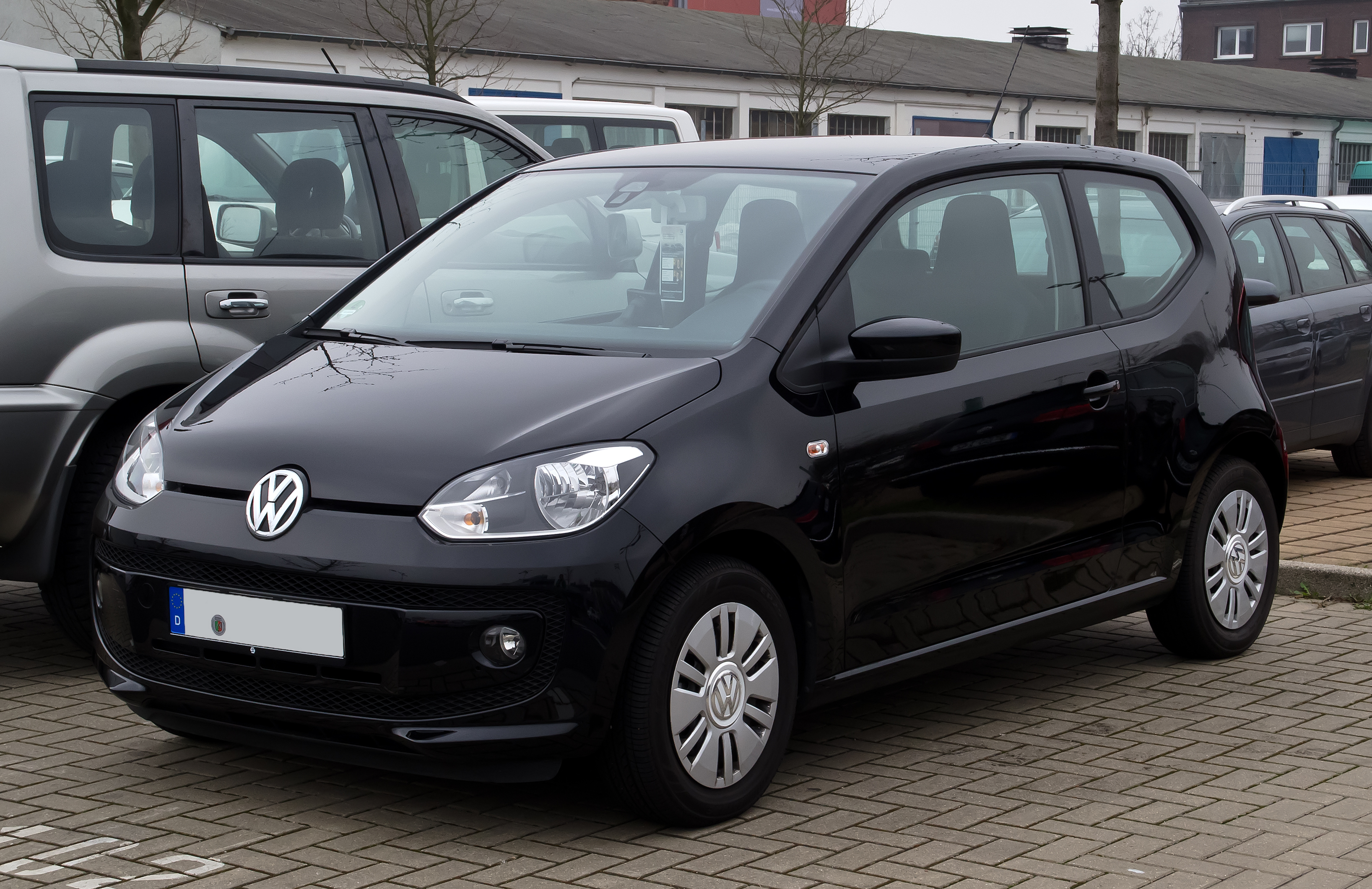
VW up!
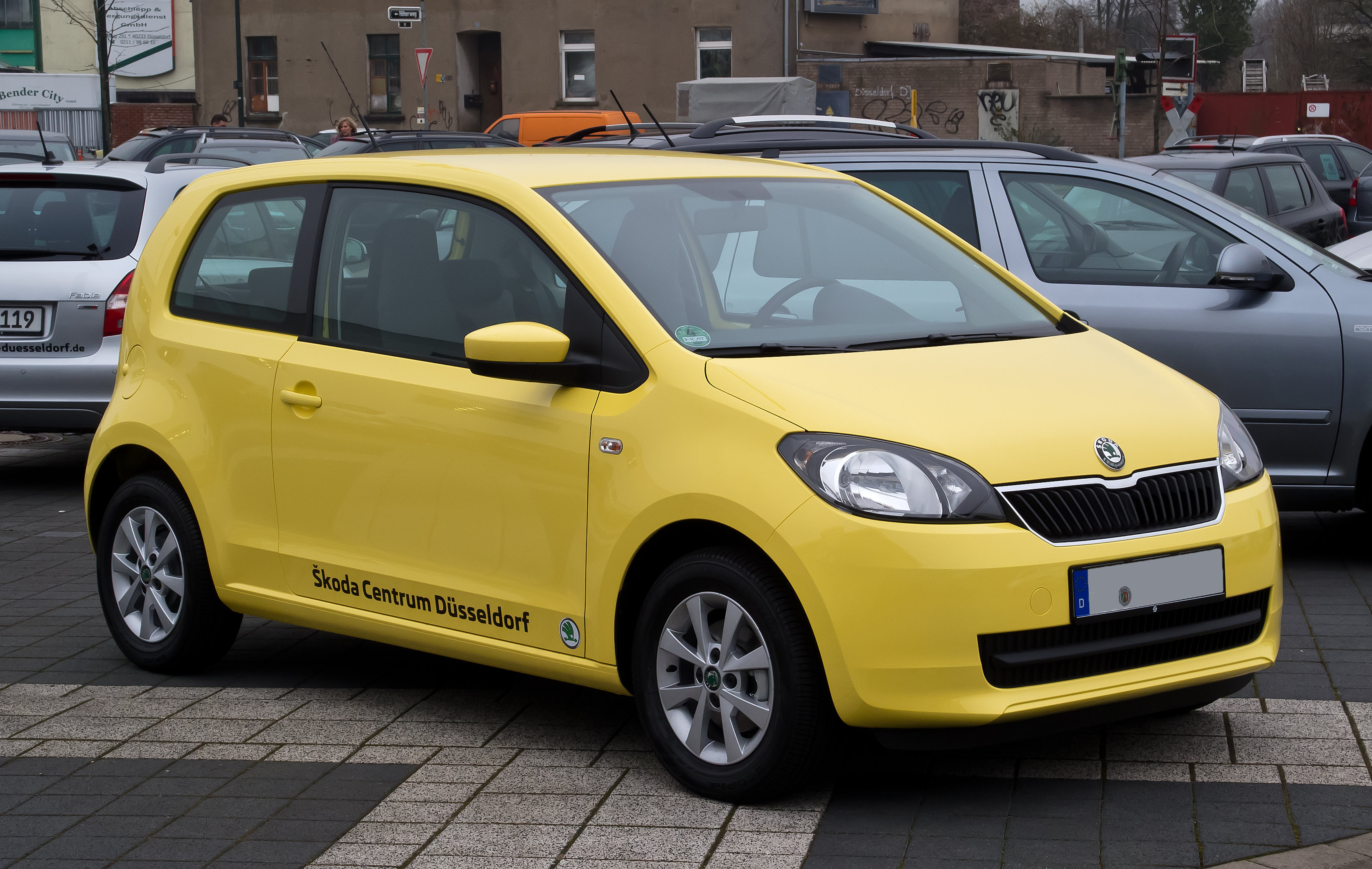
Škoda Citigo
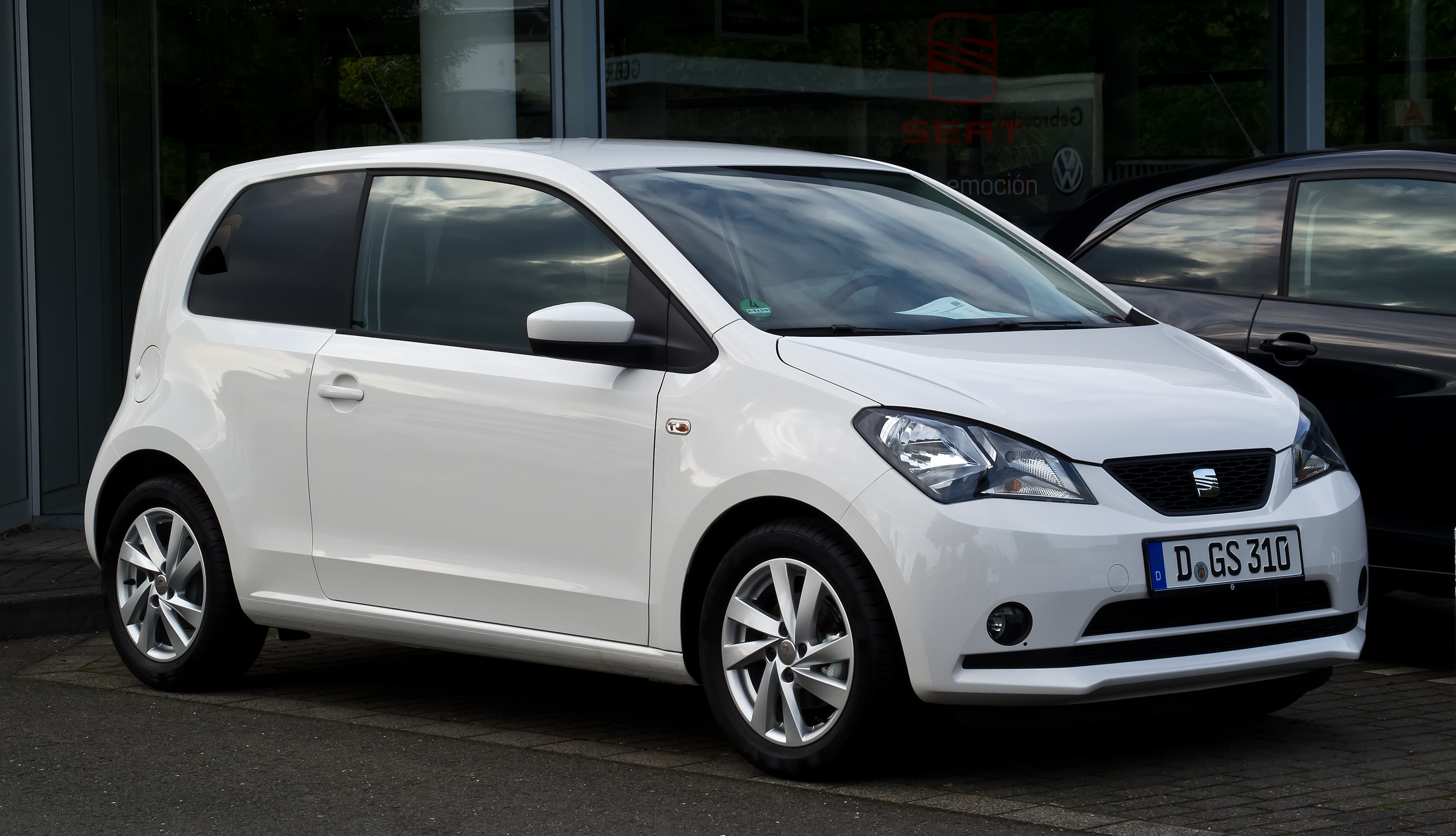
Seat Mii

## Prototypen
Folgende Prototypen wurden bisher präsentiert:
- VW up! mit Heckmotor (Zweitürer, 2007)
- VW space up! (Mikrovan, 2007)
- VW space up! blue (Mikrovan, 2007)
- VW up! Lite (Niedrigverbrauchsfahrzeug, 2009)
- VW e-up! (Elektroauto, 2009)
- VW Milano (Taxifahrzeug, 2010)
- VW Buggy up! (Kit Car, 2011)